# Ernest Gagnon
Pour les articles homonymes, voir Ernest Gagnon (écrivain) et Gagnon.
Ernest Gagnon, né à Louiseville (autrefois Rivière-du-Loup), le 7 novembre 1834 et mort à Québec le 15 septembre 1915 à l'âge de 80 ans, est un organiste, compositeur, écrivain et historien québécois.

## Biographie
Très jeune, il prend des leçons de piano avec sa sœur et étudie au collège de Joliette, où il remporte un concours musical. Établi à Montréal en 1850, il poursuit ses études musicales avec John Seebold et Charles Wugk Sabatier. À Québec, il est organiste attitré à l'église Saint-Jean-Baptiste et fonde l'École normale Laval en 1857. 
Venu étudier à Paris, comme le feront de nombreux intellectuels québécois, ses maîtres sont Alexandre Goria (en), Henri Herz et Auguste Durand. Il fait aussi la connaissance d'Antoine Marmontel, Francis Planté, Gioachino Rossini, Theodore Thomas et Giuseppe Verdi.
Revenu au Canada, il est de nouveau professeur à l'école normale et occupe un poste d'enseignement au petit séminaire de Québec. Avec Antoine Dessane, il a un débat dans le journal le Courrier du Canada à propos des œuvres d'Adolphe Adam et du chant liturgique en général. Reparti en l'Europe avec Pierre-Minier Lagacé, il revient ensuite pour devenir secrétaire de Charles-Eugène Boucher de Boucherville en 1875. 
Rédacteur de la Revue canadienne, il écrit plusieurs ouvrages historiques à propos de la musique en Nouvelle-France. Son œuvre majeure est Chansons populaires du Canada, compilation d'une centaine de chansons du folklore du Québec et du Canada français ayant eu droit à plusieurs rééditions. L'ouvrage émet l'hypothèse d'un lien entre les modalités des mélodies et celle du grégorien, ce qui fut l'une des premières tentatives d'établir dans ce domaine une base analytique concernant un répertoire folklorique. Il rédige en outre une biographie de Louis Jolliet. Il affiche en général de fermes convictions conservatrices et ultramontaines.
En 1880, il devient le président du comité de musique des célébrations de la Saint-Jean-Baptiste.
Blanche Gagnon, sa fille, s'illustre aussi dans le domaine musical.
Membre de la Société royale du Canada et officier de l'Instruction publique, il meurt à Québec et est inhumé au cimetière Notre-Dame-de-Belmont à Sainte-Foy.
Son recueil de 9 Cantiques populaires pour la fête de Noël, harmonisés pour 4 voix mixtes, solistes et orgue, publié chez A. J. Boucher Co. (Montréal) en 1909, est encore utilisé de nos jours[Quoi ?].

## Hommages
- La rue Ernest-Gagnon a été nommée en son honneur, dans la ville de Québec, en 1947.
- Une plaque "Ici vécut de la ville de Québec est présente au 14 rue Hébert, en son honneur, pour indiquer son ancien lieu de résidence.

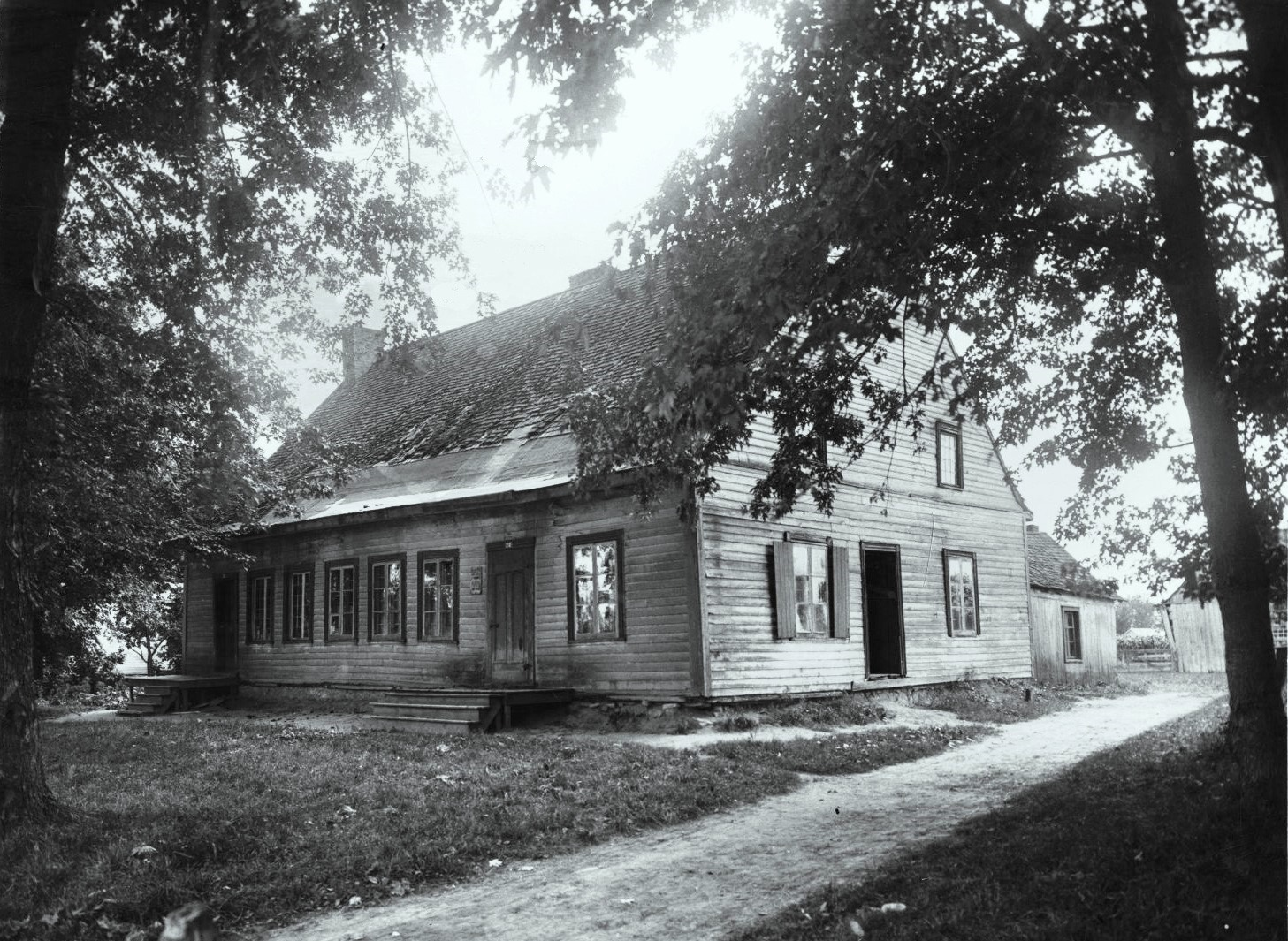
Maison natale d'Ernest et Gustave Gagnon, Louiseville
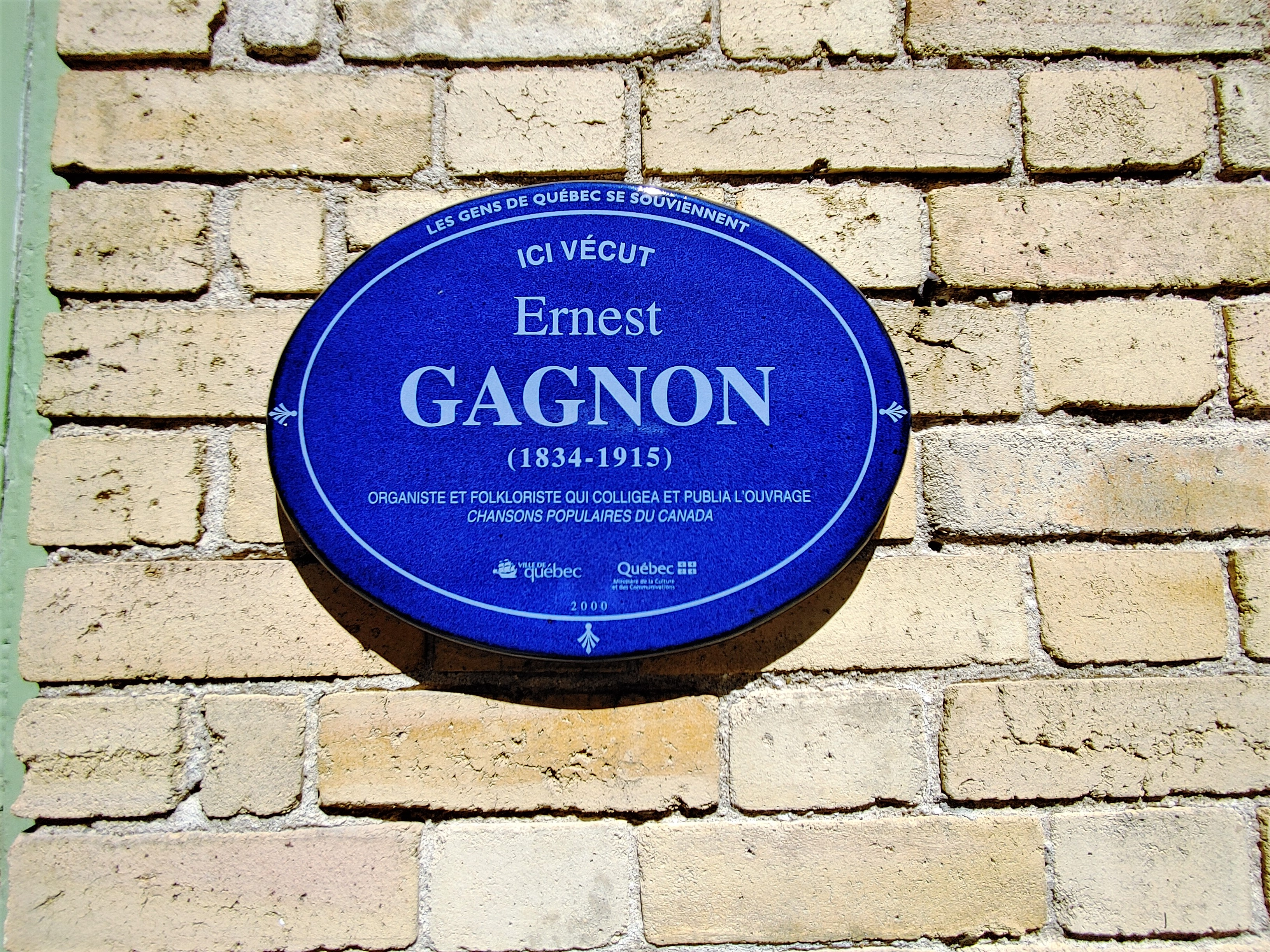
Plaque à Québec